# أوليفر لاك
أوليفر لاك (بالإنجليزية: Oliver Lake) هو عازف جاز وملحن أمريكي، ولد في 14 سبتمبر 1942 في ماريانا في الولايات المتحدة.

## وصلات خارجية
- أوليفر لاك على موقع ميوزك برينز (الإنجليزية)
- أوليفر لاك على موقع أول ميوزيك (الإنجليزية)
- أوليفر لاك على موقع ديسكوغز (الإنجليزية)